# Rosetta (album)
A Rosetta egy 2016. szeptember 23-án megjelent Vangelis stúdióalbum címe, amelyet az ESA, Rosetta űrszonda missziója ihletett.  A Decca lemezkiadó által megjelentetett nagylemez dátuma, egybeesik a 2004-ben felbocsátott űrszonda 12 évig tartó küldetésének végével.
2014 november 12-én, amikor a Rosetta űrszondájának leszállóegysége a Philae megérkezett a 67P/Csurjumov–Geraszimenko üstökösre, az ESA hivatalos YouTube csatornáján megjelent három Vangelis kompozíció a megjelenő albumról: „Arrival”, „Philae's Journey” és „Rosetta's Waltz” címmel.
A mitológia, a tudomány és az űrkutatás olyan témák, amelyek kora gyermekkorom óta mindig is lenyűgöztek. És ezek valahogy mindig kapcsolatban álltak a zenémmel, amelyeket írtam.

## Az album zeneszámai
| 1.    | Origins (Arrival)                   | 4:22 |
| 2.    | Starstuff                           | 5:14 |
| 3.    | Infinitude                          | 4:30 |
| 4.    | Exo Genesis                         | 3:33 |
| 5.    | Celestial Whispers                  | 2:31 |
| 6.    | Albedo 0.06                         | 4:45 |
| 7.    | Sunlight                            | 4:22 |
| 8.    | Rosetta                             | 5:02 |
| 9.    | Philae's Descent                    | 3:04 |
| 10.   | Mission Accomplie (Rosetta's Waltz) | 2:12 |
| 11.   | Perihelion                          | 6:35 |
| 12.   | Elegy                               | 3:06 |
| 13.   | Return to the Void                  | 4:19 |
| 53:35 |                                     |      |